# Schweizer Helden
Schweizer Helden ist ein Film aus dem Jahr 2014 des schweizerischen Regisseurs Peter Luisi, der auch für das Drehbuch und die Produktion verantwortlich zeichnet.

## Inhalt
Die bürgerliche, seit kurzem getrennt lebende Hausfrau Sabine Zündel (Esther Gemsch), in der Vorweihnachtszeit auf der Suche nach familiärer und gesellschaftlicher Anerkennung, bietet dem Leiter (Kamil Krejčí) eines abgelegenen Asyl-Durchgangszentrums in der Innerschweiz an, mit den dort untergebrachten Asylanten kostenlos ein Psychodrama zu erarbeiten, woran die Insassen jedoch kein Interesse zeigen. So entschliesst sie sich, trotz anfänglicher Bedenken eines befreundeten pensionierten Schauspielers (Klaus Wildbolz), eine gekürzte Fassung von Schillers Tell zu proben und öffentlich aufzuführen. Doch unmittelbar vor der Premiere wird «Punishment», der vorgesehene Protagonist (Komi Mizrajim Togbonou), infolge eines Berichts in der Lokalpresse ausgeschafft. Es findet sich jedoch ein Ersatzschauspieler, und ein wohlwollendes Publikum erlebt schliesslich eine multikulturelle Aufführung des Rütlischwurs und des Apfelschusses. 
Regisseur Luisi hatte zunächst geplant, alle Rollen der Asylbewerber im Film durch «echte» Flüchtlinge darstellen zu lassen, entschied sich dann aber für eine Besetzung mit professionellen Schauspielern.

## Kritik
«Der eidgenössische Gründungsmythos, wie ihn ein Deutscher sah, wird zur globalen Tragikomödie, und neues Leben blüht aus den Ruinen.»

«Eine derartige gegen den Strich gebürstete Verwendung des helvetischen Nationalmythos ist sicher sanft subversiv und der Umstand beachtlich, dass Peter Luisi das Skript zusammen mit einem irakischen Asylbewerber erarbeitet hat.»

## Auszeichnungen
Schweizer Helden wurde am Filmfestival von Locarno 2014 mit dem Publikumspreis in Höhe von 30'000 Franken ausgezeichnet.